# Listy Pawła

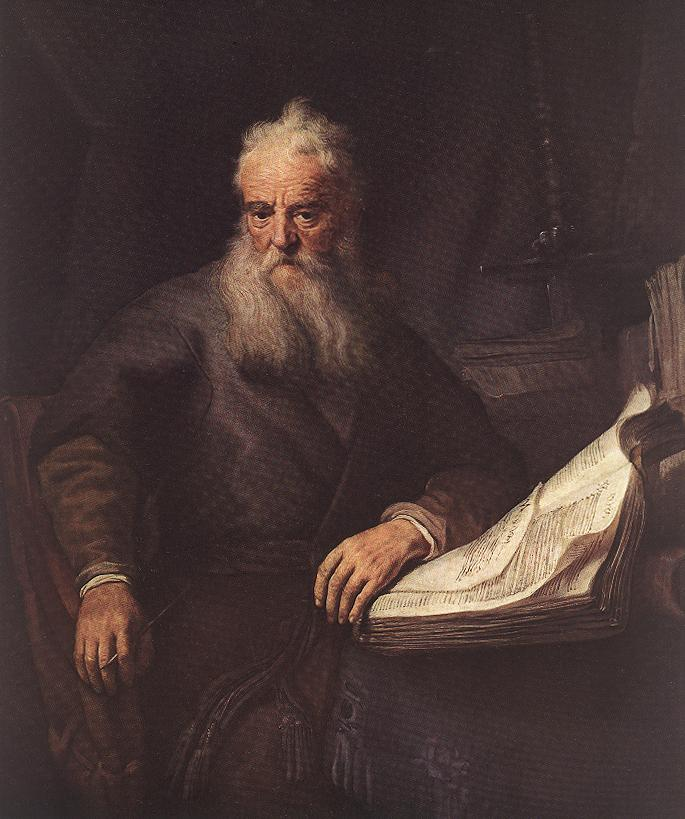
Apostoł Paweł na nieoddającym realiów historycznych obrazie Rembrandta

Listy Pawła – jedna z sekcji Nowego Testamentu, ich autorstwo tradycyjnie jest przypisywane apostołowi Pawłowi. W tradycji wschodniej umieszczane są po Listach powszechnych a przed Apokalipsą. W tradycji zachodniej umieszczane są po Dziejach Apostolskich, a przed Listami powszechnymi. W minuskułach 175, 325, 336 i 1424 umieszczone zostały na końcu Nowego Testamentu. W minuskule 393 umieszczone po Dziejach i Listach powszechnych, ale przed Ewangeliami.

## Gatunek literacki
Listy apostolskie są nowym gatunkiem literackim nie występującym przedtem w literaturze. Mają charakter pouczeń i zwykle są pisane do wspólnot, a nie do pojedynczych osób. Dokonują oceny duchowego stanu posiadania. Listy są odpowiedzią na zapotrzebowania ówczesnego Kościoła, który cierpiał na brak pism i jasnych wskazówek co do artykułów wiary, a także etycznych wymogów i obowiązków jakie należy nałożyć na swoich wiernych. Świeżo pozyskani do Kościoła poganie mieli mgliste pojęcie zarówno o tym w co wierzą, jak i o swoich obowiązkach wynikających z faktu przyjęcia wiary. Ponieważ doktryna była jeszcze niedookreślona mnożyły się błędnowiercze poglądy. Wszystko to zagrażało powstającemu Kościołowi.
Listy Pawła pod względem formy są zgodne z listami starożytnymi: tytuł, wstępne pozdrowienie, wstęp właściwy, treść, zakończenie i pozdrowienie końcowe. Duża różnorodność panuje natomiast w obrębie poszczególnych części listu. Tytuł umieszczany bywał na zewnętrznej stronie zwoju i odpowiada adresowi, jaki dziś dajemy na kopercie.

## Kolejność listów
W Egipcie Listy Pawła początkowo układane były według ich długości. Papirus Chester Beatty II ({\displaystyle {\mathfrak {P}}^{46}}), syryjski kanon z około 400 roku (Mt. Sinai Cod. Syr. 10) oraz w sześciu minuskułach z XI wieku bądź późniejszych (103, 455, 1961, 1964, 1977, 1994), Hbr umiejscawiany jest po Rz, a przed 1 Kor. Oczywiście 1 Kor jest dłuższy od Hbr, ale nie wypadało go umieszczać pomiędzy 1 Kor a 2 Kor.
Hbr umieszczano też po 2 Kor, czego świadectwem są minuskuły 1930, 1978 i 2248 oraz kodeksy sahidyckie. Następnie zaczęto umieszczać po Galacjan, czego świadectwem jest kolejność rozdziałów w Kodeksie Watykańskim. Niektóre minuskuły umieszczają po Liście do Efezjan, a niektóre po Liście do Kolosan.
Jednak Hbr, ze względu na jego anonimowy charakter, przesuwany był w dalszym ciągu, aż znalazł się po listach do kościołów, tj. po 2 Tes, a przed Listami pasterskimi. Kolejność taką spotykamy w ważnych kodeksach uncjalnych (Kodeks Synajski, Kodeks Aleksandryjski, Kodeks Watykański, Kodeks Efrema, kodeksy H, I, P, 0150, 0151), około 60 minuskułach i niektóre z kodeksów bohairskich.
Rozpowszechniła się następująca kolejność listów:
Listy wielkie
- List do Rzymian
- 1. List do Koryntian
- 2. List do Koryntian
- List do Galatów

Listy więzienne
- List do Efezjan
- List do Filipian
- List do Kolosan
- List do Filemona

Do Tesaloniczan
- 1. List do Tesaloniczan
- 2. List do Tesaloniczan

Listy pasterskie
- 1. List do Tymoteusza
- 2. List do Tymoteusza
- List do Tytusa

Anonimowy list
- List do Hebrajczyków

Kolejność tę stosują: Kodeks Bezy, 048, E, K, L i większość rękopisów minuskułowych. Przypuszcza się, że pochodzi ona z recenzji Lucjana Męczennika.

## Autorstwo
Większość Listów wyszła spod ręki Pawła, bądź ręki któregoś z jego uczniów, jest ich w sumie czternaście (Corpus Paulinum). Listów powszechnych (katolickich) jest siedem, także 2 i 3 rozdział Apokalipsy stanowione są przez listy (siedem). Ten gatunek literacki kontynuowany był przez ojców apostolskich (listy Klemensa, Ignacego, Polikarpa, Barnaby). Aż do XIX wieku nikt nie podważał Pawłowego autorstwa (z wyjątkiem anonimowego Listu do Hebrajczyków). Około roku 1840 Ferdinand Christian Baur tylko cztery listy uznał za Pawłowe, tzw. „listy wielkie” (Rz, 1 Kor, 2 Kor, Ga). Hilgenfeld (1875) i H.J. Holtzmann (1885) doliczyli jeszcze: Flm, 1 Tes, Flp. Autentyczność tych listów uznał Bultmann i jest to lista minimalna. Autorstwo pozostałych listów pozostaje przedmiotem sporów. W biblistyce niemieckiej powszechnie za napisane przez uczniów Pawła uważa się Ef i listy pasterskie (1-2 Tym, Tt), zdania są bardziej podzielone w przypadku Kol i 2 Tes.
Listy przypisywane Pawłowi które wyszły spod ręki jego uczniów nazywa się pseudonimicznymi, pseudoepigraficznymi lub deuteronomicznymi. Raymond E. Brown podkreśla, że dyskutując kwestię autorstwa listów Pawła należy uwzględnić fakt, że w starożytności istniało szersze rozumienie autorstwa jako autorytetu stojącego za myślami wyrażonymi w piśmie. Pisanie w czyimś imieniu można było traktować jako kontynuację jego obecności, podobnie jak porozumienie się listami traktowano jako substytut bezpośredniej rozmowy. W starożytności znana była praktyka, zgodnie z którą objaśnienia poglądów swego nauczyciela przypisywano jemu, dając ten w sposób wyraz, że kontynuuje się jego tradycję. W ten sposób np. Platon wkładał swoje myśli w usta Sokratesa. Podobnie istnieją zbiory pism przypisywanych Platonowi czy Pitagorasowi, napisanych przez osoby wywodzące się z ich szkół filozoficznych. Zjawisko pseudoepigrafii Jürgen Roloff wiąże z kryzysem autorytetu w Kościele w związku ze śmiercią uznanych apostołów, których naukę uważano za miarodajną. Ferdinand Hahn uważa, że ponieważ w listach przypisywanych Pawłowi mamy do czynienia nie z nieuzasadnionym przypisaniem sobie imienia, a ze strzeżeniem i kontynuacją Pawłowej tradycji, należy unikać słowa „pseudonimowość”, które sugeruje fałszerstwo; dlatego, podobnie jak Joachim Gnilka, preferuje określenie „deuteronomiczność”.
W Listach Pawła występuje 32 300 wyrazów (w NT – 137 320 wyrazów), 2648 słów (795 sobie tylko właściwych – 30,02%).
List do Hebrajczyków – 169 słów sobie tylko właściwych
List do Rzymian – 113 słów sobie tylko właściwych
I List do Koryntian – 109 słów sobie tylko właściwych
II List do Koryntian – 99 słów sobie tylko właściwych
listy więzienne – 111 słów sobie tylko właściwych
listy pasterskie – ok. 100 słów sobie tylko właściwych
Cechą Pawła jest nieco rzadsze stosowanie spójnika και (i) niż u innych autorów NT. Paweł użył go 1529 razy co stanowi 17,08% wystąpień spójnika w NT, podczas gdy listy Pawła stanowią około 25% NT.
Na początku listów zdania są dłuższe i o spokojnym rytmie. Pod koniec listu zdania stają się krótkie, lapidarne, jakby autor chciał jeszcze wiele powiedzieć, a bał się, że nie starczy mu czasu.
Częstym zjawiskiem jest paralelizm, zwłaszcza w formie antytezy w układzie słów, zdań, a nawet całych partii zdań. Często stosowanymi są antytezy słów: śmierć i zmartwychwstanie, wiara i uczynki, litera i duch, wiedza i mądrość, ciało i duch etc. Chętnie stosowany jest układ stylistyczny zwany chiazmem, metonimia, pleonazm i gradacja.
Paweł 87 razy cytuje ST, na ogół za Septuagintą (LXX). Język LXX był najbardziej naturalnym sposobem wypowiadania się Pawła.
Większość listów posiada swego współautora. Tymoteusz jest współautorem sześciu listów – 2 Kor, Flp, Kol, 1 Tes, 2 Tes, Flm. Sostenes jest współautorem jednego listu – 1 Kor, Sylwan dwóch – 1 i 2 Tes. Sześć listów nie ma współautora – Rz, Ga, Ef, 1 Tm, 2 Tm, Tt. 1 i 2 Tes mają aż trzech współautorów – Paweł, Sylwan i Tymoteusz.
Tylko 2 Kor kończy się formułą trynitarną (13, 13), dwa listy kończą się formułą binarną (Rz, Ef), pozostałe formułą nawiązującą tylko do jednej z osób Trójcy: „Łaska Pana naszego Jezusa Chrystusa…” (Ga, 1 Tes, 2 Tes, Flm), „Łaska Pana Jezusa Chrystusa…” (1 Kor, Flp), „Łaska niech będzie z wami” (Kol, 1 Tm, 2 Tm), „Łaska niech będzie z wami wszystkimi” (Tt, Hbr), „Bogu niech będzie chwała na wieki” (Rz).

## Rękopisy
Do najwcześniejszych zbiorów Listów Pawła należą: Papirus 13, Papirus 15/16, Papirus 30, Papirus 46, Papirus 49/65, Papirus 92.

## Apokryficzne listy Pawła
Najbardziej znanymi listami apokryficznymi są: 
- 3. List do Koryntian, wciągnięty do kanonu Kościoła ormiańskiego, koptyjskiego i etiopskiego
- Korespondencja św. Pawła z Seneką
- List Koryntian do św. Pawła
- List do Laodycejczyków, obecny w około 100 rękopisach Wulgaty
- List do Aleksandryjczyków, rozpowszechniony w II-III wieku
- List Pawła do Tekli
- Ewangelia Pawła
- Pierwsza Apokalipsa Pawła
- Druga Apokalipsa Pawła